# Savigny (Vosges)
Savigny ist eine französische Gemeinde mit 203 Einwohnern (Stand 1. Januar 2022) im Département Vosges. Sie gehört zum Arrondissement Épinal und zum Kanton Charmes.

## Geographie
Savigny liegt zwischen Charmes und Mirecourt am Colon, einem Zufluss des Madon.

## Geschichte
Um 50 v. Chr. führte Sabinius den Weinbau in dieser Region ein, die Gemeinde ist nach ihm benannt.

### Bevölkerungsentwicklung
| Jahr                       | 1962 | 1968 | 1975 | 1982 | 1990 | 1999 | 2007 | 2019 |
| Einwohner                  | 191  | 163  | 169  | 182  | 187  | 188  | 190  | 187  |
| Quellen: Cassini und INSEE |      |      |      |      |      |      |      |      |

## Sehenswürdigkeiten

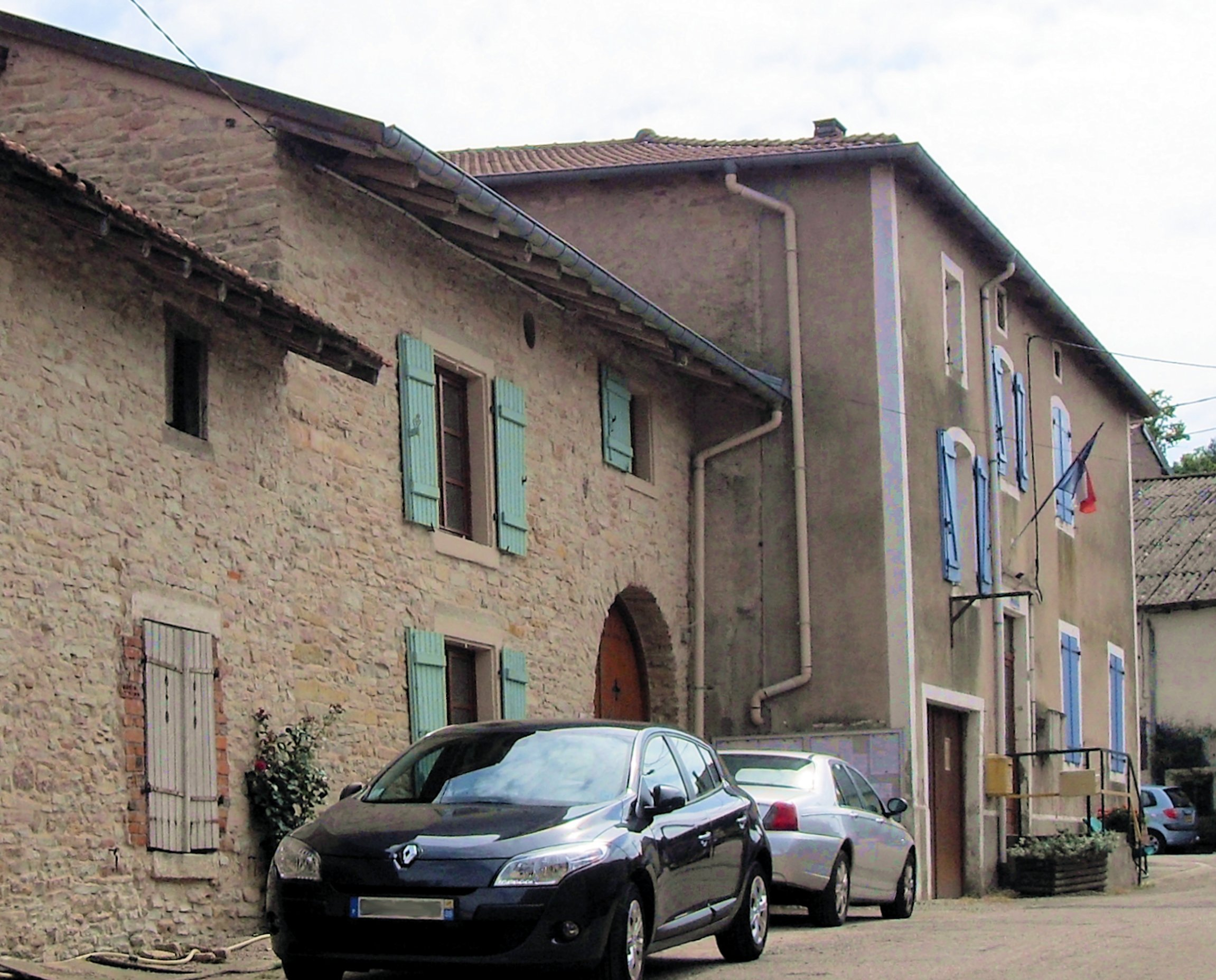
Rathaus von Savigny
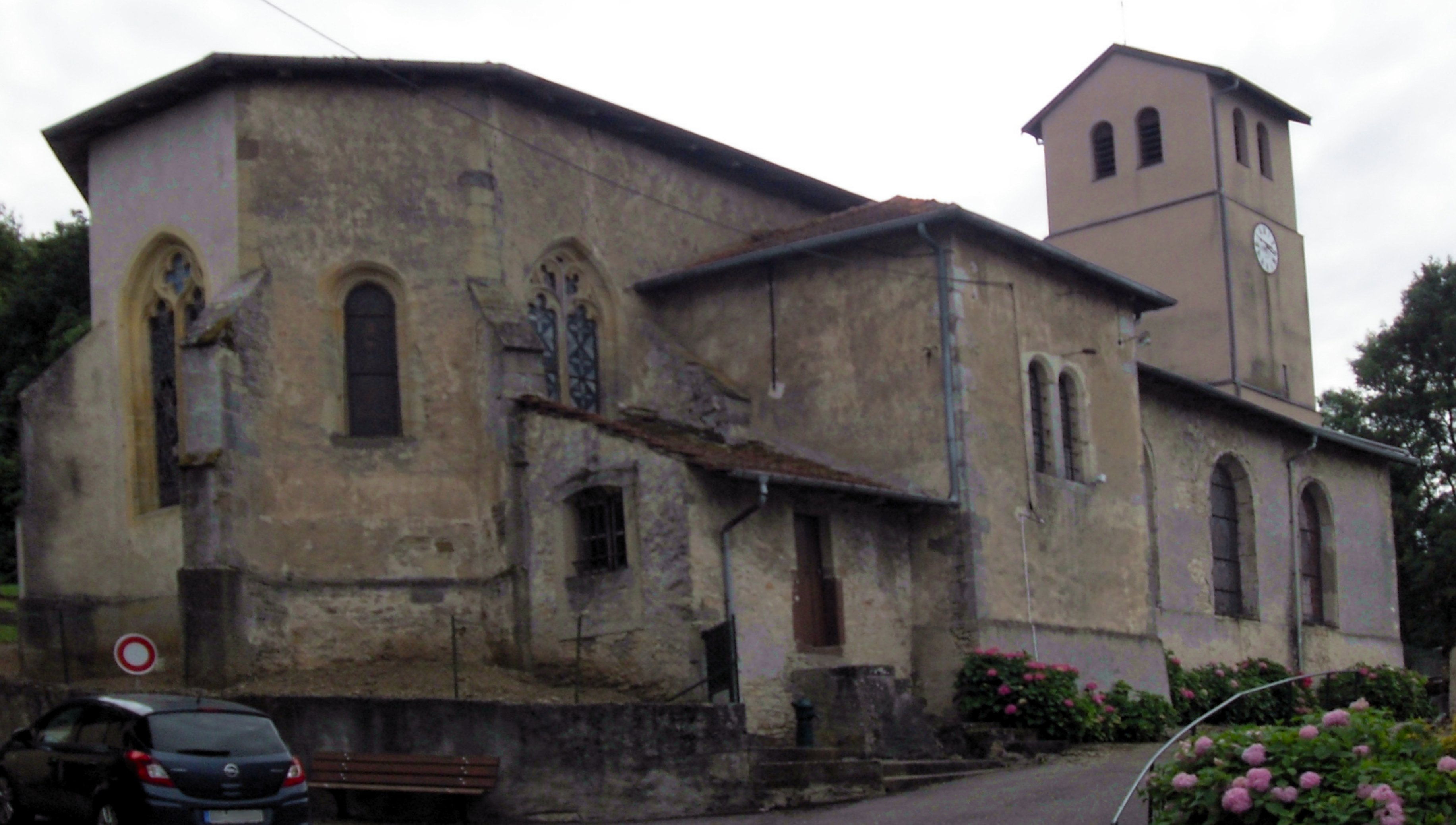
Kirche St. Brictius